# 混合物
混合物（こんごうぶつ、英: mixture）とは、単体の複数の種類のものが混じり合ってできたもののこと。化学的には複数の物質が混じり合ってできた物質のことであり、例えば空気は窒素・酸素・アルゴン・二酸化炭素などの混合物である。化学物質の混合物であることを示す場合は、特に化学混合物 (chemical mixture) とも呼ぶ。
また、混合物は海水や空気のように均一に見える均一混合物（homogeneous mixture）と、泥水や岩石のようにそうでないように見える不均一混合物（heterogeneous mixture）にも分けることができる。
混合物の密度・融点・沸点などの物理的性質は、各成分の量比によって変化し、一定である。一般に、混合物の融点は純物質の融点よりも低くなるため、物質の純度を簡単に確かめる方法として用いられている。
混合物を成分ごとに分離・精製し、純物質にする方法としては、濾過・蒸留・抽出・昇華・再結晶・クロマトグラフィーなどの手法が状況に応じて用いられる。例えば、「泥の混じった塩水」から純粋な水を得るためには、まず濾過によって泥を取り除く、蒸留によって水だけを取り出す、などがあげられる。